# کپورهای جویبار
کپورهای جویبار (نام علمی: Gastromyzontidae) نام یک تیره از راسته کپورماهی‌سانان است.